# 馬と鹿 (寓話)

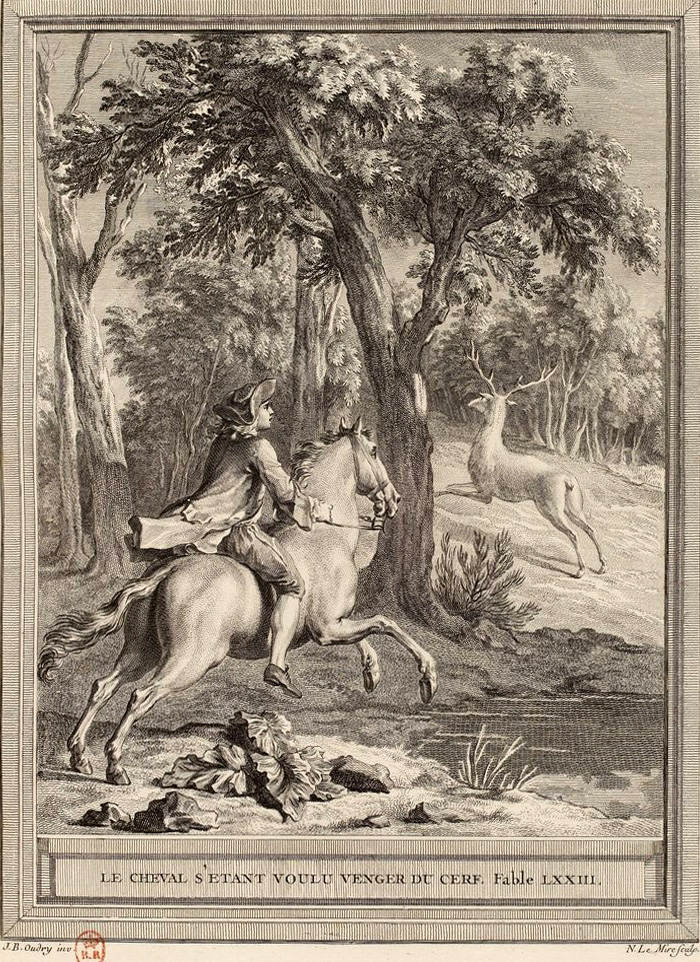
ラ・フォンテーヌ寓話の挿絵。ジャン＝バティスト・ウードリー画

「馬と鹿」（うまとしか）または「馬と猪」は、イソップ寓話の一篇。ペリー・インデックス269番。一時的な怒りの衝動から起こした行動の代償として自由を失うことを戒める。

## 概要
この話はアリストテレス『弁論術』において、ヒメラの人々が僭主パラリスを選んだことを非難してステシコロスが語った話として載せている。それによると、馬が独占してきた放牧地に入りこんできた鹿に復讐しようとして人間に助けを求めた。人間が出した「馬に馬銜をつけ、自分が槍を持って馬の背に乗る」という条件に同意した馬は、復讐するかわりに人間の奴隷になってしまった。
同じ話はホラティウス『書簡詩』1.10.34-38にも見える。
ギリシア語散文版のイソップ寓話では鹿が猪に変えられているが趣旨は同じである。猪が草を踏み水を濁らせることに怒った馬は猟師の助けを借りて猪を退治するが、猟師はそのまま馬を飼葉桶に繋いでしまう。
1世紀のパエドルスによるラテン語韻文の寓話集では第4巻第4話に収録されている。馬がいつも水を飲む浅瀬で猪が水浴びして水を汚してしまったことから争いとなり、馬は人間の男に援助を求めて猪を殺すが、男は馬に手綱をつける。
上記のように古いイソップ寓話では馬と猪になっているが、後世にはアリストテレスと同様に馬と鹿になっているのが普通である。15世紀のシュタインヘーヴェル版でも「馬と鹿と猟師」になっている。
17世紀のラ・フォンテーヌの寓話詩では第4巻第13話「鹿に復讐しようとした馬」 (fr:Le Cheval s'étant voulu venger du cerf) として見える。馬と鹿が争ったとき、足の速い鹿を馬は掴まえることができず、人間に助けを求めた。人間は馬に馬銜を噛ませてその背に乗り、鹿を捕えた後も馬を解放せず使役した。馬は後悔したが遅かった。
英語では17世紀のレストレンジ (Roger L'Estrange) に「馬と猪」「馬と牡鹿」の両方が載せられている。19世紀のトマス・ジェームズ（1848年）やファイラー・タウンゼント（1867年）、20世紀のヴァーノン・ジョーンズ（1912年）はいずれも「馬と牡鹿」(The Horse and the Stag)を収録している。
日本ではジェームズ版を翻訳した渡部温『通俗伊蘇普物語』に「馬と鹿の話」が見えている。タウンゼント版にもとづいた福沢英之助『訓蒙話草』に「馬ト鹿ノ話」、上田万年『新訳伊蘇普物語』に「馬と鹿」、巌谷小波『イソップお伽噺』に「馬と鹿」、ジョーンズにもとづく楠山正雄『イソップ物語』に「馬と鹿」の題でそれぞれ載せている。